# Brdo, Šentjur
Brdo (phát âm [ˈbəɾdɔ]) là một khu định cư ở khu đô thị Šentjur, miền đông Slovenia. Nó nằm trong những ngọn đồi Sava (tiếng Slovene: Posavsko hribovje) về phía bắc của Planina pri Sevnici. Khu định cư, cũng như toàn bộ đô thị này, được bao gồm trong vùng thống kê Savinja, mà nó nằm trong phân vùng Slovenia của Công quốc lịch sử Styria.